# Pregătește-te, că vine!
Pregătește-te, că vine! (În engleză What to Expect When You're Expecting) este un film american de comedie romantică din 2012, în regia lui Kirk Jones. Este distribuit de Lionsgate. Rolurile au fost interpretate de actorii Cameron Diaz, Jennifer Lopez, Elizabeth Banks, Chace Crawford, Brooklyn Decker, Ben Falcone, Anna Kendrick, Matthew Morrison, Dennis Quaid, Chris Rock și Rodrigo Santoro. Filmul a fost lansat pe 18 mai 2012.